# Volendam (Schiff, 1922)
Die Volendam war ein Turbinenschiff der Holland-America Line. Von 1922 bis 1952 befuhr sie die Weltmeere. Mit dem schwarzen Rumpf und dem senkrecht abfallenden Bug sah sie wie eine verkleinerte Titanic aus. Sie hatte zwei Schornsteine und vorn und hinten je einen Ladebaum.

## Geschichte
Der Passagierdampfer wurde 1922 bei Harland & Wolff in Govan gebaut und am 6. Juli 1922 vom Stapel gelassen. Am 4. November 1922 trat er seine erste Reise an. Nach einem Umbau 1928 bot er Platz für 1175 Passagiere, davon 263 in der Ersten Klasse.
Im April 1929 ereignete sich im Rotterdamer Neuen Wasserweg ein Zusammenstoß zwischen der Volendam und dem deutschen Passagierschiff Gillhausen, die daraufhin beide auf Grund liefen. Erst mit beginnender Flut fuhren sie aus eigener Kraft in den Rotterdamer Hafen, wo sie repariert werden konnten.
Im April 1940 absolvierte die Volendam ihre letzte Transatlantikreise im normalen Linienverkehr während des Zweiten Weltkriegs. Am 30. August desselben Jahres wurde sie auf einer Fahrt nach Kanada mit evakuierten Kindern an Bord von dem deutschen U-Boot U 60 torpediert, konnte aber zur Isle of Bute gelangen und repariert werden. Ab 1941 diente die Volendam als Truppentransporter. 1945 kehrte sie nach Rotterdam zurück und 1946 brachte sie holländische Truppen nach Indonesien. 1947 wurde sie als Auswandererschiff auf der Strecke nach Australien eingesetzt. Später verkehrte die Volendam wieder auf ihrer angestammten Strecke zwischen Rotterdam und New York bzw. Rotterdam und Québec. Sie wurde 1952 abgewrackt.

## Meerfahrt mit Don Quijote
1934 unternahmen Thomas und Katia Mann ihre erste Amerikareise auf der Volendam. Sie schifften sich am 19. Mai 1934 in Boulogne ein und kamen am Morgen des 29. Mai in New York an. Während der Überfahrt plante Thomas Mann seine Meerfahrt mit Don Quijote, in der er unter anderem auch über das Leben an Bord berichtete.